# Credo, quia absurdum est
Credo quia absurdum est (lat. „ich glaube, weil es der Vernunft zuwiderläuft“ oder „ich glaube, weil es widersinnig ist (d. h. weil es das Fassungsvermögen der Vernunft übersteigt)“) ist ein geflügeltes Wort im Diskurs der christlichen Theologie. Das Adjektiv absurdum bedeutet konkret übersetzt „abgeschmackt, unpassend, ungereimt, ohne Sinn und Verstand, sinnlos, unvernünftig, Unfug“.
Es steht im Kontext der Erörterung des christlichen Urthemas der Verhältnisbestimmung von geschichtlich bedingtem Offenbarungsglauben einerseits und einer aus wiederholbaren Erfahrungen schlussfolgernden Vernunft andererseits. Für dieses Verhältnis formuliert der Satz eine der beiden möglichen Extrembestimmungen: Christlicher Glaube sei nur im diametralen Widerspruch zur Vernunfterkenntnis echt und plausibel, weil Menschwerdung, Kreuzestod und Auferstehung des ewigen Gottessohnes in der Zeit jedem vernünftigen Gottesbegriff widersprechen.
Die Formulierung wurde Tertullian und Augustinus zugeschrieben, findet sich bei diesen aber ebenso wenig wie in den sonstigen klassischen Texten der kirchlichen Lehrbildung.
Am nächsten kommt ihr folgender Satz Tertullians:

“Crucifixus est dei filius: non pudet, quia pudendum est. et mortuus est dei filius: prorsus credibile est, quia ineptum est. et sepultus resurrexit: certum est, quia impossibile.”

„Gottes Sohn ist gekreuzigt worden: ich schäme mich dessen nicht, gerade weil es etwas Beschämendes ist. Gottes Sohn ist gestorben:  es ist ganz glaubhaft, weil es ungereimt ist (und sich nicht begreifen lässt); er ist begraben und wieder auferstanden: das ist ganz sicher, weil es unmöglich ist.“

Schon Paulus formuliert ähnlich, wenn er schreibt:

„Denn das Wort vom Kreuz ist denen, die verloren gehen, Torheit; uns aber, die gerettet werden, ist es Gottes Kraft. Es heißt nämlich in der Schrift: Ich lasse die Weisheit der Weisen vergehen und die Klugheit der Klugen verschwinden. Wo ist ein Weiser? Wo ein Schriftgelehrter? Wo ein Wortführer in dieser Welt? Hat Gott nicht die Weisheit der Welt als Torheit entlarvt? Denn da die Welt angesichts der Weisheit Gottes auf dem Weg ihrer Weisheit Gott nicht erkannte, beschloss Gott, alle, die glauben, durch die Torheit der Verkündigung zu retten. Die Juden fordern Zeichen, die Griechen suchen Weisheit. Wir dagegen verkündigen Christus als den Gekreuzigten: für Juden ein empörendes Ärgernis, für Heiden eine Torheit, für die Berufenen aber, Juden wie Griechen, Christus, Gottes Kraft und Gottes Weisheit. Denn das Törichte an Gott ist weiser als die Menschen und das Schwache an Gott ist stärker als die Menschen.“

Geprägt wurde die Formel in ihrem lateinischen Wortlaut sehr wahrscheinlich erst durch Voltaire, der sie u. a. in einem 1784 erstmals veröffentlichten Brief an D’Alembert aus dem Jahre 1771 gebraucht:

„Vous me direz que plus elle est absurde, plus je la dois croire, et que c'est le cas du credo quia absurdum.“